# ムラッツァーノ (ローディ県)
ムラッツァーノ（伊: Mulazzano）は、イタリア共和国ロンバルディア州ローディ県にある、人口約5,900人の基礎自治体（コムーネ）。

## 地理

### 位置・広がり

#### 隣接コムーネ
隣接するコムーネは以下の通り。括弧内のMIはミラノ県所属を示す。
- カザルマイオッコ
- チェルヴィニャーノ・ダッダ
- ドレザーノ (MI)
- ガルガニャーノ
- モンタナーゾ・ロンバルド
- パウッロ (MI)
- タヴァッツァーノ・コン・ヴィッラヴェスコ
- トリビアーノ (MI)
- ゼーロ・ブオン・ペルシコ

### 気候分類・地震分類
気候分類では、zona E, 2557 GGに分類される。
また、イタリアの地震リスク階級 (it) では、zona 3 (sismicità bassa) に分類される。